# Estelle (Louisiana)
Estelle és una població dels Estats Units a l'estat de Louisiana. Segons el cens del 2000 tenia 15.880 habitants.

## Demografia
Segons el cens del 2000, Estelle tenia 15.880 habitants, 5.012 habitatges, i 4.360 famílies. La densitat de població era de 1.214,1 habitants/km².
Dels 5.012 habitatges en un 48,3% hi vivien nens de menys de 18 anys, en un 68,4% hi vivien parelles casades, en un 13,4% dones solteres, i en un 13% no eren unitats familiars. En el 10,1% dels habitatges hi vivien persones soles el 2,3% de les quals corresponia a persones de 65 anys o més que vivien soles. El nombre mitjà de persones vivint en cada habitatge era de 3,17 i el nombre mitjà de persones que vivien en cada família era de 3,37.
Per edats la població es repartia de la següent manera: un 30,9% tenia menys de 18 anys, un 9,6% entre 18 i 24, un 32,7% entre 25 i 44, un 21,8% de 45 a 60 i un 5% 65 anys o més.
L'edat mediana era de 32 anys. Per cada 100 dones de 18 o més anys hi havia 92,3 homes.
La renda mediana per habitatge era de 45.293 $ i la renda mediana per família de 47.500 $. Els homes tenien una renda mediana de 34.476 $ mentre que les dones 21.880 $. La renda per capita de la població era de 16.586 $. Entorn del 8,2% de les famílies i el 10,9% de la població estaven per davall del llindar de pobresa.

## Poblacions més properes
El següent diagrama mostra les poblacions més properes.